# Politie van de Verenigde Naties
De Politie van de Verenigde Naties (Engels: United Nations Police, courant afgekort tot "UNPOL"), vaak kortweg de VN-politie genoemd, is een organisatie binnen de Verenigde Naties die civiele politie-agenten uitzendt als onderdeel van vredesoperaties.
Al in 1948 stelde toenmalig secretaris-generaal Trygve Lie voor om een VN-politiedienst op te richten. In 1960 werden de eerste agenten uitgestuurd bij de ONUC-vredesmacht in Congo. Vier jaar later werd voor het eerst een politiecomponent voorzien bij de UNFICYP-vredesmacht in Cyprus, die tot op heden nog steeds actief is. In die tijd vervulden de agenten in de eerste plaats een waarnemende rol.

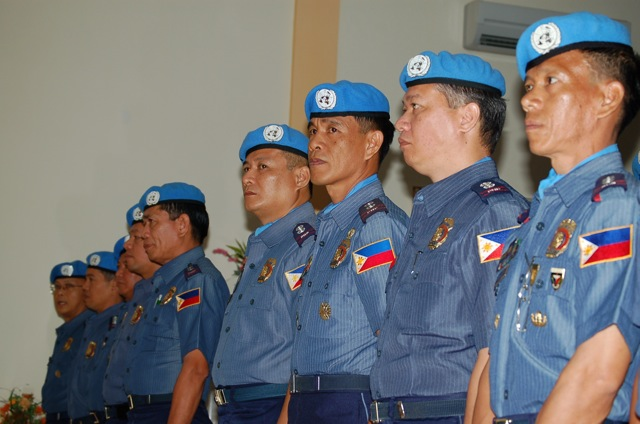
Filipijnse agenten die op missie zijn geweest in Oost-Timor.

Vanaf de jaren 1990 nam het aantal VN-vredesoperaties sterk toe, en gingen de politiecomponenten een steeds centralere plaats innemen. De agenten gingen de politie van een land bijstaan of moesten deze uit de grond stampen, en gingen ook instaan voor de ordehandhaving en het beveiligen van VN-locaties. Onder meer in voormalig Joegoslavië en Oost-Timor heeft de VN-politie een grote rol gespeeld. In 1993 werd de Civiele Politie of "CIVPOL" opgericht binnen het Departement Vredeshandhavingsoperaties (DPKO). Na een hervorming in 2000 werd dit de DPKO Politiedivisie, en in 2005 de Politie van de Verenigde Naties.
Politiecomponenten bestaan uit individuele agenten (IPO's), gevormde politie-eenheden (FPU's) van circa 140 manschappen en gespecialiseerde teams. Die laatste bestaan uit experten in bijvoorbeeld georganiseerde misdaad, terrorisme of seksueel geweld.
In 1994 waren er circa 1600 agenten op missie. Vijf jaar later was dat aantal verdrievoudigd. In 2010 werd een piek bereikt, met meer dan 14.000 uitgestuurde agenten. Sinds 2009 wordt getracht meer vrouwelijke agenten aan te trekken. Het doel is om twintig procent te bereiken. Er werd ook meer aandacht gegeven aan seksueel geweld in conflictgebieden; onder meer in de opleiding van de agenten. In de jaren 2010 werd een strategische leidraad uitgewerkt voor de VN-politie. Daarmee moest het voor agenten duidelijk worden wat hun taken waren en hoe die moesten worden uitgevoerd.